# Pelochelys
Pelochelys är ett släkte av sköldpaddor som ingår i familjen lädersköldpaddor.
Arter enligt Catalogue of Life och The Reptile Databas:
- Pelochelys bibroni
- Pelochelys cantorii
- Pelochelys signifera